# Vägrån
Ett vägrån innebär att rånare överfaller resenärer längsmed en väg, vilket i modern tid framför allt handlar om  turister med bil, husbil eller husvagn, samt lastbilsförare längsmed vägarna, som utsätts för rån. De som utför rånen kallas populärt för vägpirater, inspirerat av framför allt äldre tiders pirater, som angrep skepp ute till havs. Det finns även en viss likhet med forna tiders stråtrövare.
Vägpirater är främst ute efter kontanter, smycken och ibland även offrens fordon. 
Ordet vägpirat har förekommit i svenska språket åtminstone sedan 1980-talet.

## Sverige
I Sverige blev det vanligare med vägrån under 2010-talet. Framför allt har det varit vanligt i de västra delarna under sommarsäsongen, och särskilt på större vägar som E6. Ofta har det varit fråga om kriminella ligor som åkt genom Europa för att begå brott i olika länder.
Fallen är varierande.
Enligt vittnen skall det ha förekommit fall där vägpirater söver sina offer med gas, medan de plundrar fordonet. Enligt en rapport från 2004 gjord av Statens kriminaltekniska laboratorium är detta dock ovanligt i Sverige.
Ett tillvägagångssätt är att en person med bil vädjar om hjälp vid vägen, särskilt på mötesplatser, rastplatser, obemannade bensinstationer och liknande. Ibland finns det medhjälpare som är gömda bakom fordonet.
Polisens råd är att aldrig stanna bilen om man ser en person i nöd. De råder istället att ringa nödnumret 112 och be ambulans eller polis att ta hand om ärendet.

## Tanzania
I Tanzania har det under 2010-talet rapporterats om vägpirater som blockerat vägen och sedan tvingat till sig värdesaker av bilisterna. Även bakhåll där busspassagerare rånats nattetid.